# Branko Zebec

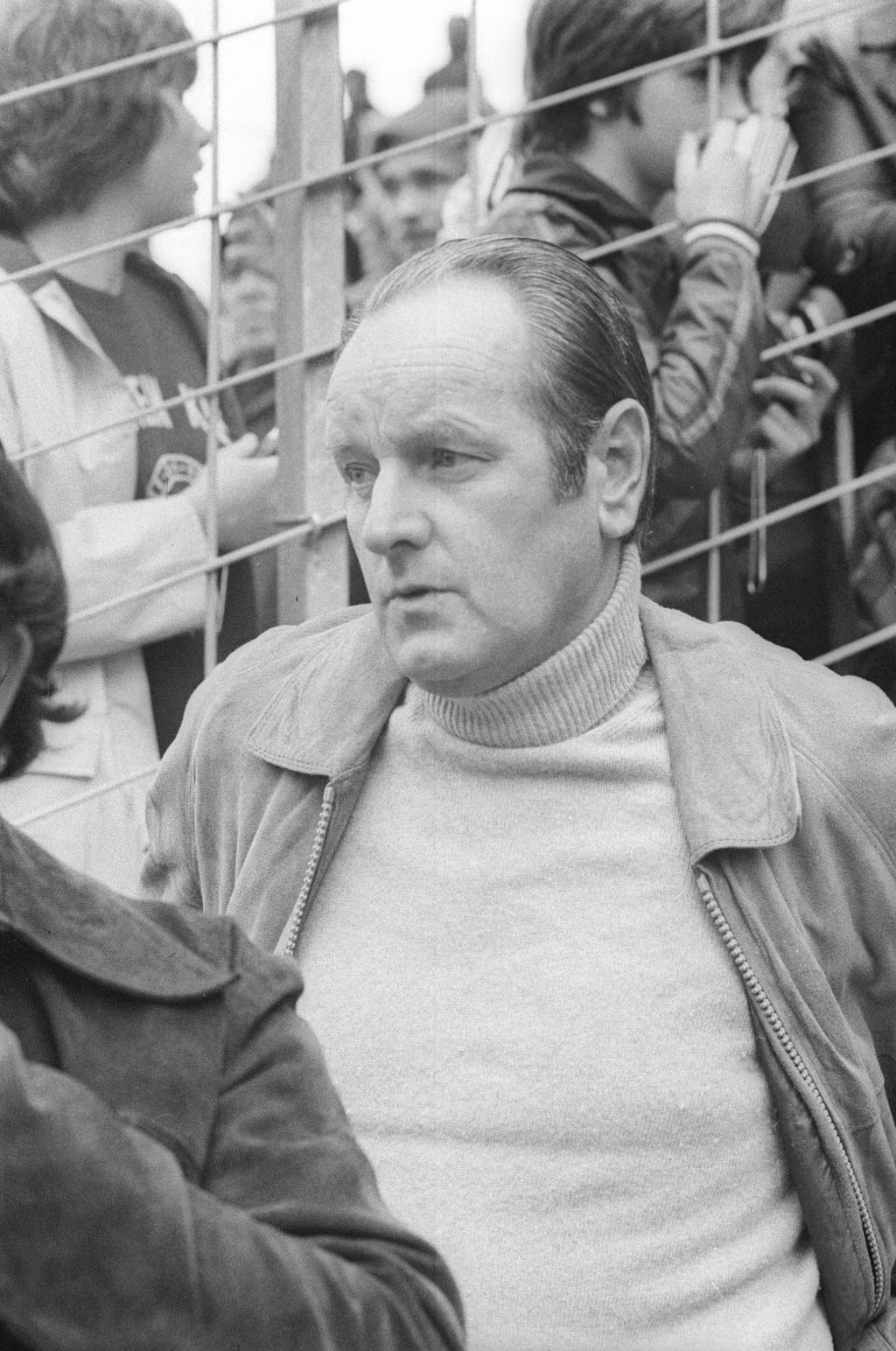
Branko Zebec (1979)

Branislav « Branko » Zebec, né le 17 mai 1929 et mort le 26 septembre 1988 à Zagreb, est un footballeur croate international yougoslave, devenu par la suite entraîneur.
Passé par le Partizan puis l'Étoile rouge de Belgrade, il est considéré l'un des meilleurs milieux de terrain yougoslaves de l'histoire. Il brille particulièrement par sa polyvalence, grâce à ses capacités athlétiques et sa vision du jeu. Il peut jouer aussi bien ailier gauche que défenseur latéral, et à peu près à toutes les positions sur le terrain.

## Biographie

### Carrière de joueur
Né à Zagreb, Zebec est licencié au Građanski dans sa jeunesse, où l'entraîneur Márton Bukovi devine en lui un futur grand ailier gauche. Il est grand, sec, nerveux et exceptionnellement rapide (il court le 100 mètres en 11 secondes en 1948). Après la guerre, il suit son père et s'inscrit au NK Poštar, qui fusionne bientôt au sein du NK Lokomotiva Zagreb, dont l'entraîneur est l'ancien sélectionneur croate Bogdan Cuvaj (en). Il change encore de club et porte le maillot du NK Milicionar, bientôt renommé NK Borac, qui évolue en deuxième division yougoslave. En 1951 il brille lors d'un match du haut de tableau pour la montée face au Sloga Novi Sad, en marquant les trois buts de son équipe (3-1). Cependant il ne convainc pas le Dinamo Zagreb, principal club de la ville.
En 1951, il est contacté par le Partizan Belgrade, l'un des principaux clubs du pays. Il s'impose très vite sur le côté gauche de l'équipe serbe. En juin 1951, il connait sa première sélection en équipe de Yougoslavie, où il accompagne son coéquipier et capitaine Stjepan Bobek. Contre la Suisse il inscrit deux buts (7-2). Il connait deux autres sélections pendant l'été et marque un nouveau but.
Avec Miloš Milutinović, Prvoslav Mihajlović, Marko Valok, Bobek et Zebec, le Partizan dispose d'un quintet offensif de haut niveau. Le club remporte trois fois la coupe de Yougoslavie en 1952, 1954 et 1957, termine second du championnat en 1954 (derrière le Dinamo Zagreb), puis en 1956 et 1958. Qualifié pour la Coupe des clubs champions européens 1955-1956, le Partizan élimine le Sporting Portugal avant de s'incliner face au Real Madrid CF, futur quintuple vainqueur, malgré une victoire 3-0 à Belgrade. 
Joueur intelligent, puissant et efficace, jouant simplement, Zebec sait s'adapter à tous les postes qu'on lui demande d'assurer. Il joue parfois attaquant de pointe. Lors d'un match contre la France en novembre 1955, le sélectionneur lui demande de marquer Raymond Kopa, alors l'un des meilleurs joueurs du monde, ce qu'il fait très efficacement. Les Français n'égalisent qu'à deux minutes de la fin. Finalement c'est comme milieu de terrain central qu'il va se spécialiser au Partizan, sur les conseils de son coéquipier et capitaine Bobek.
En équipe nationale, Zebec est de l'aventure des Jeux olympiques de 1952 à Helsinki, dont il rapporte la médaille d'argent et termine meilleur buteur avec sept buts (vainqueurs de l'Allemagne en demi-finale, les Yougoslaves s'inclinent lors du dernier match face à la grande équipe de Hongrie). Il participe aux Coupes du monde de 1954, marquant à cette occasion un but égalisateur contre le Brésil, et 1958, comme capitaine. Les deux fois, la Yougoslavie est éliminée en quart de finale par les Allemands. 
En 1958-1959, il joue moins et le club décide de se séparer de lui. Il signe alors à l'Étoile rouge Belgrade, le grand rival du Partizan, dont il devient capitaine. Passé défenseur latéral, il y remporte son premier championnat de Yougoslavie en 1960. Toujours sélectionné, il dispute la première édition du championnat d'Europe en 1960. Il est titulaire lors de la demi-finale victorieuse jouée à Paris face à la France (5-4), mais pas en finale, où il est remplacé par Jovan Miladinović. Les Yougoslaves s'inclinent face à l'URSS. Il joue sa 65e et dernière sélection en juin 1961.
En 1961, il a l'autorisation de partir monnayer ses services à l'étranger. À 32 ans, il n'intéresse plus les grands club européens. Il signe alors à l'Alemannia Aix-la-Chapelle, où il évolue dans les divisions inférieures du championnat allemand jusqu'en 1965 et sa retraite sportive.

### Carrière d'entraîneur
Aussitôt après sa retraite sportive, Branko Zebec se reconvertit comme entraîneur. Il retourne à Zagreb et obtient la direction du Dinamo. Son équipe termine à deux reprises à la 2e place du championnat, derrière Vojvodina Novi Sad puis le FK Sarajevo. Il mène son équipe en finale de la Coupe des villes de foires 1966-1967, après avoir notamment battu la Juventus de Turin et l'Eintracht Francfort. Ce n'est toutefois pas lui qui dirige la finale remportée sur Leeds United mais Ivica Horvat, tout juste recruté après une expérience en Allemagne. Il est possible que Zebec soit alors resté comme l'adjoint d'Horvat. C'est en tout cas la première compétition européenne remportée par une équipe de l'Est.
En 1968, Zebec se voit offrir la direction de l'équipe du Bayern Munich, en Allemagne, à la suite de son compatriote Zlatko Cajkovski. Le Bayern, vainqueur de la Coupe d'Europe des vainqueurs de coupe de football 1966-1967, dispose d'une génération de joueurs prometteurs, notamment Franz Beckenbauer et Gerd Müller. Il impose un entrainement physique particulièrement soutenu et une discipline accrue à son équipe. En s'appuyant sur un noyau resserré de 13 joueurs, il réalise le doublé coupe-championnat pour sa première saison en Bavière, le premier de l'histoire de la Bundesliga. C'est le premier titre de champion du club depuis 1932. Il quitte le poste le 12 mars 1970, avant même d'avoir terminé son 2e exercice, après avoir été éliminé de Coupe d'Europe et perdu l'espoir de conserver le titre de champion. Il avait annoncé en début de saison ne pas vouloir reconduire son contrat et n'était visiblement plus soutenu par ses joueurs.
Zebec poursuit sa carrière d'entraîneur en Allemagne, au VfB Stuttgart, un club qui se veut ambitieux. Malgré le recrutement des internationaux Horst Köppel et Hans Ettmayer, l'équipe ne parvient pas à décoller et termine à des relativement décevants (12e et 8e). Le contrat de Zebec est rompu en avril 1972.
Zebec fait alors son retour en Yougoslavie, à l'Hadjuk Split. L'équipe s'incline en demi-finale de la Coupe des vainqueurs de coupe face à Leeds (1-0, 0-0). Le parcours en championnat est cependant décevant et il quitte le club en fin de saison. Le bilan est éclairé par la conservation de la Coupe de Yougoslavie face à l'Étoile rouge de Belgrade - la finale à l'automne 1973 étant remportée par son remplaçant Tomislav Ivić.
En 1974, Zebec est recruté par l'Eintracht Braunschweig, de retour dans l'élite après un an en D2. Il recrute deux compatriotes, Danilo Popivoda et Aleksandar Ristić, et dispose en Bernd Franke d'un gardien de niveau international. Son équipe déploie un jeu de qualité, offensif, qui lui permet de terminer successivement aux 9e, 5e et 3e places. Lors de cette dernière saison, son équipe termine à un seul point du champion, le Borussia Mönchengladbach. Qualifié pour la Coupe UEFA en 1976 et 1977, l'Eintracht est éliminé après respectivement deux et trois tours. Le recrutement du milieu de terrain international Paul Breitner illustre les ambitions croissantes du club, mais la saison 1977-1978 tourne mal et s'achève sur le départ de l'entraîneur.
Zebec s'est cependant refait une réputation et se voit offrir la direction du Hambourg SV, vainqueur de la Coupe des vainqueurs de coupe en 1977 et qui compte notamment dans ses rangs l'un des meilleurs joueurs du moment, l'Anglais Kevin Keegan, qui sort cependant d'un saison décevante. Fidèle à ses méthodes, Zebec apporte rigueur, discipline et condition physique à son équipe. Keegan remporte le Ballon d'or fin 1978 et le club remporte le championnat d'Allemagne derrière lequel il courait depuis 1960. Le deuxième exercice est plus difficile. Les méthodes de Zebec, qui exigent de ses joueurs un important travail physique tout au long de la saison, passent moins bien auprès de ses joueurs. En toute fin de saison, Hambourg perd un match décisif en championnat, qui lui coûte d'être finalement devancé par le Bayern Munich, puis la finale de la Coupe des clubs champions européens face aux Anglais de Nottingham Forest. Par ailleurs, Zebec se fait remarquer par ses problèmes croissants d'alcoolisme. Après plusieurs incidents, il est licencié en décembre et remplacé par Ristic, son adjoint.
En 1981, il est recruté par le Borussia Dortmund. Son équipe réalise une bonne saison et termine à la 6e place, la meilleure pour le club depuis douze ans. Mais les problèmes de santé de Zebec vont croissant et son contrat n'est pas prolongé en fin d'année. À la suite du licenciement précoce d'Helmut Senekowitsch après un début de saison catastrophique, l'Eintracht Francfort fait appel à lui en septembre. Il reste un peu plus d'un an en poste, le temps d'assurer le maintien de son équipe. Mais un mauvais début de saison l'année suivante lui vaut d'être à son tour licencié en octobre.
Retourné à Zagreb il reprend brièvement le Dinamo début 1984 avant d'être remplacé par Tomislav Ivić. Ce sera sa dernière expérience d'entraîneur. Malade, il meurt en septembre 1988 à Zagreb, à seulement 59 ans.